# Sébastien Léger

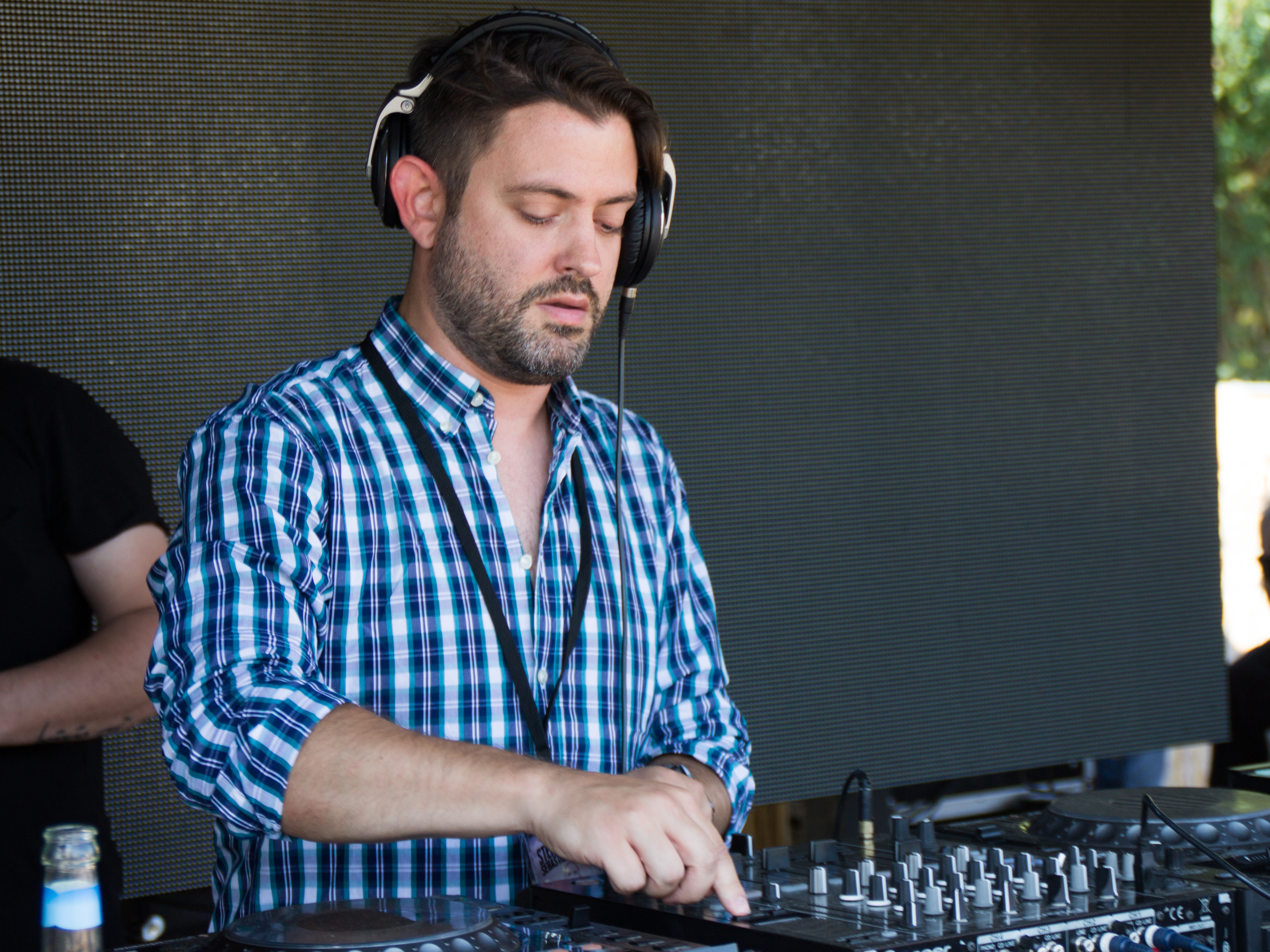
Sébastien Léger auf dem Sterne und Bass Festival im August 2015

Sébastien Léger (* 17. Januar 1979 in Breda, Niederlande) ist ein französischer Musiker, Labelgründer und DJ. Mit einem French Touch produziert er in den Genres der elektronischen Tanzmusik House, Electro und Techno. Auch unter den Künstlernamen Elesse, Sebago, The Last Blade oder The White Duck veröffentlichte er seine Musik, sowie auch in dem Duo Deaf’n Dumb Crew.

## Leben
Der Sohn einer Musikerfamilie nahm im Alter von 5 bis 15 Jahre Klavier- und Schlagzeugunterricht, wobei er sich mit der Technik des Instrumentalspiels und Musiktheorie beschäftigt. Mit 14 entdeckte er die Plattenläden für sich und war von Künstlern wie Ian Pooley, Daft Punk, Laidback Luke oder DJ Sneak beeindruckt. Infolgedessen trat Léger selbst hinter die Plattenteller. Als Schlagzeuger fiel es ihm leicht, seine DJ-Fähigkeiten auszubilden.
Im Jahre 1998 arbeitete er an seinen ersten House- und Techno-Produktionen, ausgestattet mit dem Hardwaresequenzer Akai MPC 2000. Seine erste EP erschien im selben Jahr unter dem Pseudonym Deaf’n Dumb Crew. Das Projekt ist eine Kooperation mit Nicolas De Floriant. In den folgenden zwei Jahren produzierte Léger mehr als dreißig Platten auf zahlreichen internationalen Plattenlabeln wie Black Jack und Riviera, die seinen Ruf als Produzent und Musiker begründen. Danach zog er ins französische Aix-en-Provence um, wo er Paul Johnson kennenlernte. „Durch diesen Kontakt“, erinnert sich Léger „verstand ich erst den Wesensgehalt des Chicago Sound. Das was mich am meisten beeindruckte war nicht unbedingt das Musikalische, es war mehr der Standpunkt gegenüber dem üblichen Verhalten amerikanischer Möchtegernstars.“ Für das Label Black Jack zu arbeiten, gab ihm gleichzeitig die Möglichkeit, zahlreichen Künstlern des Chicago House zu begegnen. Von ihnen lernte er sehr viel, aber sein Ziel war zu erneuern und nicht nachzuahmen.
Léger gründete 1999 mit seinem Partner DJ Nekbath (Jimmy van de Velde) die Electro-House-Labels Cyclik, Subkroniq und etwas später Bits Music unter dem gemeinsamen Projekt Last Resort Production. Im gleichen Jahr erschien sein erstes Album Atomic Pop, an dem auch Junior Sanchez mitarbeitete. Als DJ und Remixer arbeitete er für Künstler wie Justin Timberlake, Armand van Helden, Eric Prydz, Dannii Minogue, Kevin Saunderson, Fafa Monteco, Ron Carrol und Paul Johnson und Labels wie Ministry Of Sound, Defected und Intec Records.
Im Alter von 23 Jahren brachte Léger nach den Singles P.Y.T., Victory und We Are sein Album King Size heraus, eine Mischung aus Garage House und dem Funk der 1970er und frühen 1980er. Der US-amerikanische Techno-Produzent Josh Wink befürwortete den wachsenden French Touch und veröffentlicht mit Léger eine Single auf seinem Label Ovum Recordings. Nach Arbeiten mit Werbeagenturen aus Deutschland, dem Vereinigten Königreich und den USA veröffentlicht Léger seine Mix-CD Medley, eine Kompilation mit alten Tracks der Label Black Jack und Riviera. Ein paar Monate später erschien eine minimal veränderte Version von Lil’ Louis French Kiss als Grab My Hipps. Die Veröffentlichung sorgte wegen des als sexistisch eingestuften Plattencovers für Diskussionen. Léger hat Verträge als Resident-DJ, in La Hague und Amsterdam. Im Sommer 2004 zog der Franzose in die Niederlande. Nachdem Sébastien sich sieben Monate mit seinen Effektgeräten und dem MPC intensiv auseinandersetzte, arbeitete er 2005 an seinem neuen Electro-Acid-Album Man vs. Machine, welches auf seinem Label Black Jack erschien. Parallel dazu startete er auch eine DJ-Tour unter diesem Namen.

## Diskografie

### Singles & Alben
| Jahr | Titelname                                                   | Label            |
| ---- | ----------------------------------------------------------- | ---------------- |
| 1999 | Sébastien Léger – There Is Life After Us EP                 | Black Jack       |
| 1999 | The White Duck – The Groove / The Million Dollar Track      | Premium          |
| 2000 | Sébastien Léger – Untitled (4 Tracks)                       | Subkroniq        |
| 2000 | Sébastien Léger – Astrosyn Skunk / The Babe Coke            | Cyclik           |
| 2000 | Sébastien Léger – Atomic Pop LP                             | Black Jack       |
| 2000 | Sébastien Léger – Hysterik Conspiration / Amnezik Impulsion | Cyclik           |
| 2000 | Sébastien Léger – Midnight In Galaxy / Diametrik Acidness   | Grand Prix       |
| 2000 | Sébastien Léger – Off The Wall                              | Black Jack       |
| 2000 | Sébastien Léger – We Are                                    | Cyclik           |
| 2000 | Sébastien Léger – You Can Hide From Your Beat               | Black Jack       |
| 2001 | Elesse – Pop Corn EP                                        | Goodtime Records |
| 2001 | Elesse – P.Y.T.                                             | Grand Prix       |
| 2001 | Sébastien Léger – Untitled (3 Tracks)                       | Subkroniq        |
| 2001 | Sébastien Léger – Burned Funk / Cracked Face                | Subkroniq        |
| 2001 | Sébastien Léger – Dazed and Confused EP                     | Black Jack       |
| 2001 | Sébastien Léger – Express                                   | Cyclik           |
| 2001 | Sébastien Léger – Impossible à Cerner EP                    | Essence          |
| 2001 | Sébastien Léger – Seems So Far                              | Black Jack       |
| 2001 | Sébastien Léger – The Mushroom Project EP                   | Riviera          |
| 2001 | Sébastien Léger – Thorny EP                                 | Cube Recordings  |
| 2002 | Elesse – Liberian Track                                     | Grand Prix       |
| 2002 | Sébastien Léger – King Size LP                              | Black Jack       |
| 2002 | Sébastien Léger – The Mushroom Project 2 EP                 | Riviera          |
| 2002 | Sébastien Léger – We Are EP                                 | Black Jack       |
| 2002 | Sébastien Léger – Victory EP                                | Black Jack       |
| 2002 | The Last Blade – Requiem / Just Bask From Hell              | Subkroniq        |

| Jahr | Titelname                                 | Label             |
| ---- | ----------------------------------------- | ----------------- |
| 2003 | Elesse: Rare & Unrelease Cutz             | Black Jack        |
| 2003 | Sébastien Léger – Azidobrazil / Listen    | Ovum Recordings   |
| 2003 | Sébastien Léger – First Beats EP          | Bits Music        |
| 2004 | Sebago – Hands On Me                      | Hot Banana        |
| 2004 | Sébastien Léger – 5th Birthday            | Black Jack        |
| 2004 | Sébastien Léger – Grab My Hipps / My Slap | Black Jack        |
| 2004 | Sébastien Léger – LFO Swing EP            | Aroma Jackin      |
| 2005 | Sébastien Léger – 1979 EP                 | Intec Records     |
| 2005 | Sébastien Léger – Epoxy                   | Black Jack        |
| 2005 | Sébastien Léger – Lunar EP                | Intec Records     |
| 2005 | Sébastien Léger – Mooguno EP              | Bits Music        |
| 2005 | Sébastien Léger – Take Your Pills         | Black Jack        |
| 2006 | Sébastien Léger – Brouwersgracht EP       | Circle Music      |
| 2006 | Sébastien Léger – Bad Clock 04 EP         | Intec Records     |
| 2006 | Sébastien Léger – Cosmogold EP            | Circle Music      |
| 2006 | Sébastien Léger – Geft / T                | Bits Music        |
| 2006 | Sébastien Léger – Hit Girl                | Black Jack        |
| 2006 | Sébastien Léger – Hypnotized              | Rising Music      |
| 2006 | Sébastien Léger – Mistakes EP             | Rising Music      |
| 2006 | Sébastien Léger – The Bug EP              | Pickadoll Records |
| 2007 | Sébastien Léger – Mercury / Mars          | Mistakes Music    |
| 2007 | Sébastien Léger – Aqualight               | Mistakes Music    |
| 2007 | Sébastien Léger – Pluton / Saturn         | Mistakes Music    |
| 2008 | Sébastien Léger – Jaguar                  | Mistakes Music    |
| 2008 | Sébastien Léger – Word / Ghost            | Rising Music      |
| 2008 | Sébastien Léger – Majestic                | Mistakes Music    |

| Jahr | Titelname                                             | Label                 |
| ---- | ----------------------------------------------------- | --------------------- |
| 2009 | Sébastien Léger – Marina / Jungle                     | Mistakes Music        |
| 2009 | Sébastien Léger – Seaweed / Sunset / Snapshot         | Mistakes Music        |
| 2009 | Sébastien Léger – Foxxy / Le Moustique                | Mistakes Music        |
| 2009 | Sébastien Léger – Bubbly / Discotechno                | Mistakes Music        |
| 2009 | Sébastien Léger – The Rhythm                          | Mistakes Music        |
| 2009 | Sébastien Léger – Binola / The White Island           | Mistakes Music        |
| 2010 | Sébastien Léger – Plik Plok                           | SCI+TEC Digital Audio |
| 2010 | Sébastien Léger – Take Your Pills                     | Paradise Records      |
| 2010 | Sébastien Léger – Balkamaniac / Les Frelons           | Mistakes Music        |
| 2010 | Sébastien Léger – Silicone Carne / Superdrums         | Mistakes Music        |
| 2010 | Sébastien Léger – Gone Wild / Mixtape                 | Mistakes Music        |
| 2011 | Sébastien Léger – Origines                            | Mistakes Music        |
| 2011 | Sébastien Léger – Polymod / Like Before               | Mistakes Music        |
| 2012 | Sébastien Léger – Packbo / Grey Sky & Yellow Coconuts | Mistakes Music        |
| 2012 | Sébastien Léger – Wesh Wesh Wesh                      | Mistakes Music        |
| 2012 | Sébastien Léger – Florida / C4N Y0U R34D 7H15         | Mistakes Music        |
| 2016 | Sébastien Léger – Jelly Bean                          | Systematic Recordings |

### Exklusive Tracks
| Jahr | Titelname                           | Kompilation             | Label      |
| ---- | ----------------------------------- | ----------------------- | ---------- |
| 1999 | Sébastien Léger – Rock It & Play    | Blackjack Sampler 1     | Black Jack |
| 1999 | Sébastien Léger – The Skyy Soul     | Blackjack pres. Jackpot | Black Jack |
| 2000 | Sébastien Léger – The Hell of a Guy | Flamingo EP             | Black Jack |

| Jahr | Titelname                           | Kompilation           | Label            |
| ---- | ----------------------------------- | --------------------- | ---------------- |
| 2000 | Sébastien Léger – Ice Cream         | Cruel Summer          | Riviera          |
| 2004 | Sébastien Léger – Overdrived        | Bassethound Sampler 1 | Bassethound Rec. |
| 2004 | Sébastien Léger – Refresh Your Mind | Always Open           | Sismic Music     |

### Remixe
| Jahr | Titelname                                       | Label             |
| ---- | ----------------------------------------------- | ----------------- |
| 1999 | Fafa Monteco – Vous Voulez de la Musique        | Sculpture         |
| 1999 | Tony Esposito – Kalimba De Luna                 | DWBoys            |
| 1999 | Da Bitchie Boyz – Le Zeeep                      | Black Jack        |
| 1999 | Fafa Monteco – Good Time                        | Black Jack        |
| 2000 | Paul Jonhson – Noise                            | Acalwan           |
| 2000 | Ron Carrol – The Sermon                         | Subliminal        |
| 2000 | Fab G – Frenchy Frenzy                          | Grand Prix        |
| 2000 | DJ Nekbath – Feel It                            | Grand Prix        |
| 2000 | Chris Rubix – Brooklin Queen                    | Black Jack        |
| 2000 | Phunky Data – Body Music                        | Sekence           |
| 2000 | Fab G – Feelings                                | Grand Prix        |
| 2001 | Eminence feat. Kathy Brown – Give It Up         | Defected          |
| 2001 | Nicholas – The Cruise                           | 20000st           |
| 2001 | Def Bond & Fafa Monteco – The Master            | Chicayork         |
| 2001 | Rok – Cycle Cuts                                | Cyber Production  |
| 2001 | Jimmy Van De Velde – Beginnings                 | Subkroniq         |
| 2001 | DJ Nekbath – Think Twice                        | Grand Prix        |
| 2002 | Nicolas Vallée – Land Of The Free               | Mangusta          |
| 2002 | Jaimy & Kenny D. – Keep On Touchin Me           | Loaded Records    |
| 2002 | Jakatta feat. Seal – My Vision                  | Ministry of Sound |
| 2002 | M – So Fly                                      | Defected          |
| 2002 | Étienne de Crécy – Three Day Week End           | Disques Solid     |
| 2002 | Liquid People vs. Simple Minds – Monster        | Defected          |
| 2002 | Alexander East – Tears                          | Grand Prix        |
| 2004 | Fat Phaze – Take Care                           | Sismic Music      |
| 2004 | Manuel Tur – Keep It Warm                       | Cyclik            |
| 2004 | Dave Armstrong – Make Your Move                 | Eyezcream         |
| 2004 | Sébastien Léger & Alexander Koning – Greencross | Mad Nurse         |

| Jahr | Titelname                                       | Label               |
| ---- | ----------------------------------------------- | ------------------- |
| 2005 | Highstreets – Don’t Let Go                      | Ledge Music         |
| 2005 | Co-Fusion – Hot! Hot! (Love To Heart)           | Southern Fried Rec. |
| 2005 | Hiroki Esashika – Kazane                        | Intec Records       |
| 2005 | DJ Marnix – Fire                                | Loveland Rec.       |
| 2005 | Armand Van Helden – Into Your Eyes              | Southern Fried Rec. |
| 2005 | Inner City – Say Something                      | Concept Records     |
| 2005 | The Soul Monkey – Equator                       | Mangusta            |
| 2005 | Invader – Desperate House                       | Bits Music          |
| 2005 | Lifelike – Running Out                          | Work It Baby        |
| 2006 | Dannii Minogue – Greatest Dancer                | Central Station     |
| 2006 | Bruno Banner – Spaceshift                       | Bits Music          |
| 2006 | Giorgio Prezioso vs. Libex – Xperimetal Scratch | Pryda Friends       |
| 2006 | Dave Robertson & Jon Gurd – The Rendition       | CR2 Records         |
| 2006 | Supermode – Tell Me Why                         | Superstar Rec.      |
| 2006 | Claude VonStroke – Deep Throat                  | Electrochoc         |
| 2006 | Cirez D – Knockout                              | Mouseville          |
| 2006 | Fairmont – Gazebo                               | Border Community    |
| 2006 | Hystereo – Winters In The City / Executive Memo | Soma Quality Rec.   |
| 2006 | Don Diablo – Blow                               | Sellout Sessions    |
| 2007 | Julian Jeweil – Air Conditionné                 | Electrochoc         |
| 2007 | Ida Engberg – Disco Volante                     | Pickadoll Records   |
| 2007 | Justin Timberlake – What Goes Around            | Zomba Records       |
| 2007 | Ali Love – Secret Sunday Lover                  | I Love Records      |
| 2007 | Stefy – Chelsea                                 | Sony Music / BMG    |
| 2007 | Chris Lake feat. Emma Hewitt – Carry Me Away    | Rising Music        |

| Jahr | Titelname                                    | Label                    |
| ---- | -------------------------------------------- | ------------------------ |
| 2007 | Angel Alanis feat. Renée – Cage Me In        | Asquared Music           |
| 2007 | Eric Prydz vs. Pink Floyd – Proper Education | Ministry of Sound        |
| 2007 | Ida Engberg – Disco Volante                  | La Musique Fait La Force |
| 2007 | Kylie Minogue – In My Arms                   | Warner Music             |
| 2008 | Deadmau5 – Slip                              | Ultra Records            |
| 2010 | Cirez D – On/Off                             | Mouseville               |
| 2011 | Gabriel Ananda – Hey Blop                    | Mistakes Music           |